# Lai Sơn
Lai Sơn (tiếng Trung:莱山区, Hán Việt: Lai Sơn khu) là một quận của địa cấp thị Yên Đài, tỉnh Sơn Đông, Cộng hòa Nhân dân Trung Hoa. Quận này có diện tích 253 km², dân số năm 2001 là 160.000 người. Lai Sơn có các đơn vị hành chính gồm 3 nhai đạo (Sơ Gia, Tân Hải, Hoàng Hải Lộ) và 2 trấn (Lai Sơn, Giải Giáp).